# Rovné vzdělávací příležitosti
Koncept rovných vzdělávacích příležitostí poukazuje na to, že by ve vzdělávání měla existovat rovnost příležitostí. Každý má zde zajištěný spravedlivý a rovný přístup ke kvalitnímu vzdělání bez ohledu na sociální původ, rasu, pohlaví nebo náboženství a lidé dosahují úspěchu ve vzdělávání podle svých snah a schopností, zdarma a bez jakékoli formy diskriminace.
K hlavním charakteristikám rovných vzdělávacích příležitostí patří:
- Spravedlivá distribuce vzdělání všem podle možností a schopností
- Zajištění vysoce kvalitního vzdělání pro všechny[2]
- Ohled na individuální potřeby každého žáka
- Šance na studium stejné pro všechny se stejnými schopnostmi a motivacemi studovat
- Školy umí zohledňovat a efektivně reagovat na různé vzdělávací potřeby žáků.[3]

## Klasické teorie
- teorie jazykových kódů Basila Bernsteina: Nerovnost šancí je ovlivněna odlišným způsobem komunikace používaným příslušníky jednotlivých sociálních vrstev:
  - Omezený jazykový kód (nižší socioekonomická vrstva) - omezená slovní zásoba, krátké a gramaticky jednoduché věty, primitivní syntax apod.
  - Rozvinutý kód (střední a vyšší socioekonomická vrstva) - velká slovní zásoba, správné používání cizích slov, gramatická správnost, propracovaná syntaktická stavba apod.
- teorie kulturního kapitálu Pierra Bourdieu: Kulturní kapitál = kulturní zdroje, které jedinec získal v rámci výchovy a které mají následně vliv na sociální rozvrstvení[4] (např. počet knih v domácnosti, …)
- Coleman Report Jamese Colemana: Tzv. Colemanova zpráva (1966) tvrdí, že sociální a rodinné zázemí má hlavní vliv na výsledky dítěte ve škole a na jeho další profesní kariéru.[5]

## Tři přístupy k rovným vzdělávacím příležitostem
Historický vývoj konceptu rovných vzdělávacích příležitostí.
1. rovnost přístupu – zajištění všem formální přístup ke vzdělávání bez vylučování kohokoliv
2. rovnost podmínek – přístup k rovnocennému vzdělání stejné kvality
3. rovnost výsledků – existence jistého minima, kterého by měli všichni dosáhnout na konci vzdělávání[3]

## Selektivnost v různých stupních vzdělávání
Žáci vstupují do vzdělávacího systému nejen s určitými vrozenými dispozicemi, ale i z různého sociálního prostředí, v němž vyrůstají. To ovlivňuje, jak obtížné pro ně studium bude a jakých výsledků budou dosahovat. Nejvíce je selektivnost vnímána na úrovních přestupů do různých stupňů vzdělávání.
- Víceletá gymnázia – o studium svých dětí na víceletých gymnáziích mají zájem především rodiče s vyšším sociálně-ekonomickým statusem a jsou ochotni vynaložit více energie, aby bylo dítě na takovou školu přijato.
- Přechod na střední školy – nejen intelektuální předpoklady, ale i ambice a dispozice rodiny, a nabídka škol v daném místě.
- Přechod do terciárního vzdělávání – nerovnosti vyplývají především z výběru předchozího vzdělání a z rodinného zázemí, odkud student pochází.[2]

## Inkluze a žáci se speciálně vzdělávacími potřebami
V České republice se o rovném vzdělávání hovoří především v souvislosti s tzn. inkluzivním vzděláváním (vzdělávání, které je rovné pro všechny).

#### Typické znaky inkluze
- spravedlivý přístup
- participace všech
- respekt k odlišnostem

#### Výhody inkluze
Inkluze nemusí být prospěšná jen znevýhodněným skupinám dětí (faktory jako např. rasa, náboženství, pohlaví, etnická příslušnost, zdraví nebo socioekonomické zázemí rodiny), ale může být obohacující oboustranně:
- učení se úctě k druhým lidem a jejich životu
- respektování rovnoprávného přístupu ke všem
- vnímání odlišností jako přirozené a samozřejmé

#### Rizika inkluze
Riziko přichází v případě, že škola neumí se znevýhodněnými skupinami žáků správně zacházet.

### Inkluze v českém zákoně
V České republice upravuje inkluzivní vzdělávání novela školského zákona č. 561/2004 Sb. spolu s vyhláškou č. 27/2016 Sb, která vešla v platnost 1. 9. 2016. Novela hovoří o vzdělávání dětí, žáků a studentů se speciálními vzdělávacími potřebami a dětí, žáků a studentů nadaných a jejich podpoře prostřednictvím podpůrných opatření: „Dítětem, žákem a studentem se speciálními vzdělávacími potřebami se rozumí osoba, která k naplnění svých vzdělávacích možností nebo k uplatnění nebo užívání svých práv na rovnoprávném základě s ostatními potřebuje poskytnutí podpůrných opatření. Podpůrnými opatřeními se rozumí nezbytné úpravy ve vzdělávání a školských službách odpovídající zdravotnímu stavu, kulturnímu prostředí nebo jiným životním podmínkám dítěte, žáka nebo studenta. Děti, žáci a studenti se speciálními vzdělávacími potřebami mají právo na bezplatné poskytování podpůrných opatření školou a školským zařízením.“ (§ 16). Do skupiny žáků se speciálně vzdělávacími potřebami se řadí také nadaní žáci, žáci cizinci a dětí s odlišným mateřským jazykem.

## Rovné vzdělávací příležitosti v legislativě a dokumentech
Vzdělání je považováno za základní lidské právo a každá legitimní vláda má za povinnost jej chránit, prosazovat a hnát vpřed. Téma rovných vzdělávacích příležitostí je proto přirozeně ukotveno v řadě mezinárodních smluv a dokumentů.
- Deklarace lidských práv (OSN, 1948, 1/26) - každý má právo na vzdělání a alespoň v počátcích by mělo být vzdělání bezplatné[9]
- Úmluva proti diskriminaci ve vzdělávání (UNESCO, 1960) - nikdo nesmí být ve vzdělávání diskriminován na základě rasy, barvy pleti, pohlaví, jazyka, náboženského vyznání, politického nebo jiného názoru, národního nebo sociálního původu, ekonomických podmínek nebo narození.[1]
- Úmluva o právech dítěte (OSN, 1989) - Státy zavázané touto smlouvou mají povinnost například zajistit pro všechny děti bezplatné a povinné základní vzdělání, podněcovat rozvoj různých forem středního vzdělání a zpřístupňovat vzdělání vysokoškolské nebo zavádět zabezpečení účinného přístupu postiženého dítěte ke vzdělání.[10]

V ČR je rovný přístup ke vzdělávání všech dětí garantován Ústavou ČR, Úmluvou o právech dítěte, zákony a činností odpovědných orgánů a institucí.